# Fokker D.VII
A Fokker D.VII egy első világháborús vadászrepülőgép, amely Reinhold Platznak, a Fokker-Flugzeugwerke főtervezőjének tervezőasztalán született meg, 1918 nyarán és őszén. Nagyjából 1700 darabot gyártottak belőle. Szolgálatba állítása után a D.VII gyorsan bebizonyította kiváló képességeit, a fegyverletételkor kötelezték Németországot, hogy az összes gépet adják át a szövetségeseknek. A gépet még évekkel a háború után is széles körben alkalmazták.

## Tervezés és gyártás
A tervező 1916 óta a V-sorozat kísérleti gépein dolgozott, ezek voltak az első repülőgépek önhordó szárnyakkal. A vastagabb keresztmetszetű szárnyak nagyobb felhajtóerőt és könnyebben kezelhető átesési jellemzőket nyújtottak, mint a korábban használt vékonyabb szárnyak. 1917-ben a Fokker elkészítette a V.11 biplánt, melyet a szokásos Mercedes D.IIIa motorral szereltek fel. 1918 januárjában az Idflieg (Inspektion der Fliegertruppen - a Repülőcsapatok Fővizsgálója) egy versenyt rendezett Aldershorfban. Ezen az eseményen kaptak először lehetőséget a fronton szolgáló pilóták arra, hogy az új típusokat teszteljék és kipróbálják. Fokker benevezte a V.11-et, több más prototípussal együtt. Manfred von Richthofen repült a V.11-gyel, úgy találta hogy bonyolult repülni vele, kényelmetlen és zuhanórepülésben instabil. Ezekre reagálva a Fokker főtervezője átdolgozta a gépet, megnövelte a gép farkának hosszát és merevítést kapott az oldalkormány. A javított V.11 repülése után Richthofen dicsérte a gépet, a legjobb típusnak bizonyult a versenyen. A már idejétmúlt Mercedes motorral is kiváló teljesítményt nyújtott, biztonságos és könnyű volt vele repülni. Richthofen javaslata eldöntötte a verseny végeredményét, és nem ő volt az egyetlen, aki ezt a gépet javasolta. Fokker azonnal kapott egy 400 gépes megrendelést, melynek az Idflieg a D.VII azonosítót adta.
A Fokker gyár nem volt felkészülve a teljes légierő kiszolgálására, így a nagy riválisok mint az Albatros és az AEG (Allgemeine Elektrizitäts-Gesellschaft) is beszállt a D.VII licencgyártásba úgy, hogy az AEG addig még nem rendelkezett tapasztalattal a repülőgépgyártásban. Azért, mert a Fokker nem rendelkezett semmilyen műszaki rajzzal a gépről, egyszerűen átküldtek egy gépvázat az Albatros számára, hogy lemásolja. Az Albatros minden D.VII gyártása után öt százalék jogdíjat fizetett a Fokkernek. Az Albatros Flugzeugwerke és leányvállalata a Ostdeutsche Albatros Werke (OAW) a johannisthali (Fokker D.VII (alb)) és a schneidemühli (Fokker D.VII (OAW)) gyáraikban építették a gépeket. Néhány alkatrész nem volt csereszabatos a gépek között, még az Albatros és az OAW gyártmányok között sem.

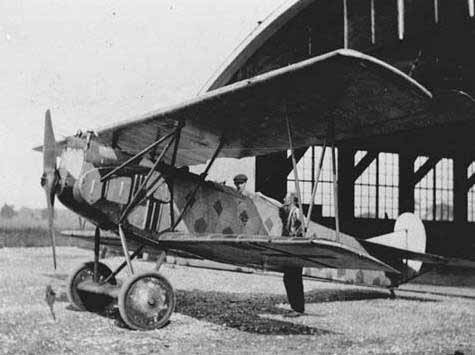
Fokker D.VII

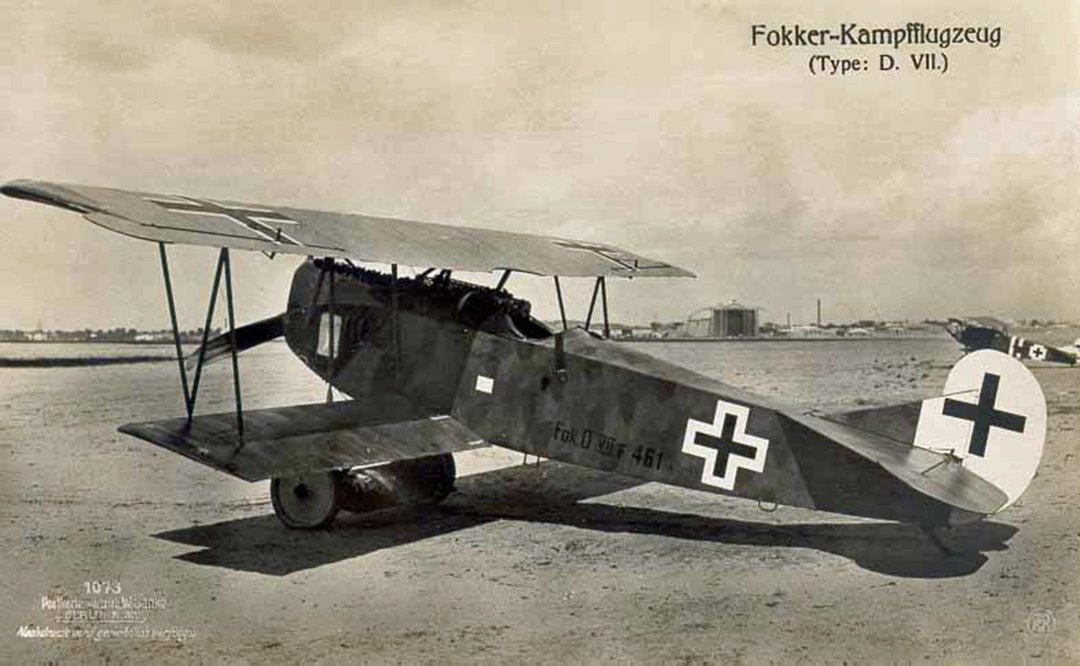
Fokker D.VII(F)

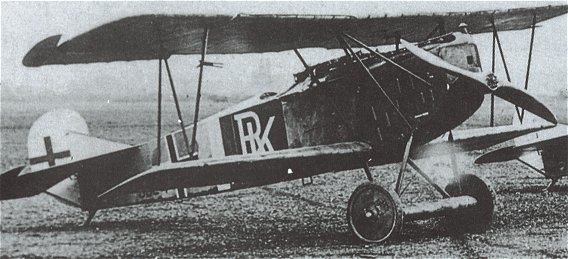
Fokker D.VII a Jasta 66 repülőszázadból

Az Albatros hamarosan túlszárnyalta a Fokkert mind mennyiségben, mind minőségben. A masszív gyártási program ellenére 2000 darab alatti D.VII-es példány került leszállításra a három gyártótól, a valós gyártási darabszám valahol 1700 körül van.
Az Osztrák-Magyar MÁG (Magyar Általános Gépgyár) licenc alapján gyártotta a típust, melyet 1918 vége felé Austro-Daimler motorokkal szerelt. A gyártás a háború vége után is folytatódott, több mint 50 gépet gyártottak le.

## Szolgálatban
A D.VII a Jasta 10 repülőszázadban lépett először hadrendbe, 1918 májusának elején. A típus gyorsan bizonyította előnyös képességeit az Albatros és Pfalz felderítők felett. Az Albatros felderítővel ellentétben a D.VII-et nyugodtan zuhanásba lehetett vinni a szárnytörés veszélye nélkül. Jó emelkedőképességgel rendelkezett, figyelemre méltóan jól kezelhető átesésben és nehezen esett dugóhúzóba. Ez a repülési karakterisztika éles kontrasztban állt az olyanokkal mint a Sopwith Camel vagy a SPAD XIII, melyek hirtelen estek át és erőteljesen forogtak a dugóban.
Akárhogy is, a D.VII-nek is voltak problémái. Több gépnél voltak gondok a felső szárny bordázatával és a vászonleválással. A motor hője gyakran begyújtotta a foszforlövedékeket, a problémát a lőszertároló hűtésével oldották meg. Időnként az üzemanyagtank varratai elszakadtak. A schwerini Fokker gyárban készült gépeket tartották a leggyengébb minőségűeknek, anyagminőség és megmunkálás szempontjából is. Mindezek ellenére a D.VII sikeres konstrukciónak bizonyult, mely az akkori aforizma szerint a középszerű pilótát jóvá, a jó pilótát pedig ásszá tette.
A D.VII gyártásának megkezdésekor a Mercedes D.IIIa motort építették a gépbe, mely 134 kW (180 lóerő) teljesítmény leadására volt képes. Ezt követte a magas kompressziójú Mercedes D.IIIaü, mely 149 kW (200 lóerő) teljesítményű volt. A legújabb kutatások szerint ez a motor valójában a 160 lóerős Mercedes D.III volt. Kis számú D.VII kapta meg a “túlnyomott” 138 kW (185 lóerős) BMW IIIa motort, melyet a régi Mercedes motorból fejlesztettek ki, nagyobb lökettérfogattal, nagyobb kompresszióval és repülési magasságtól függően működtethető karburátorral, hogy számottevően nagyobb sebességet és magasságot érjenek el. A BMW IIIa motort 2000 méter alatti repülési magasságban teljes gázzal járató pilóta a motor felrobbanását vagy tönkremenetelét kockáztatta. Kis magasságon és vészhelyzetben a motor 179 kW (240 lóerő) leadására volt képes.
A BMW motorral szerelt repülőgépek általában a D.VII(F) azonosítót kapták. Az első gépeket a Jasta 11 kapta, valamikor 1918 júniusának második felében. Miközben a pilóták hangosan követelték a D.VII(F) gyártását, a BMW motorokból kevés állt rendelkezésre, a D.VII gyártása továbbra is a Mercedes D.IIIaü motorral (134 kW, 180 lóerő) folytatódott, egészen a háború végéig.
Manfred von Richthofen egy nappal a típus érkezése előtt halt meg, így már nem repülhette harcban. Más pilóták, például Erich Löwenhardt és Hermann Göring, gyorsan növelni kezdték győzelmeik számát és dicsérték a konstrukciót. A típus eleinte nem volt nagy számban jelen a harctéren, de júliusra már 407 darab volt a fronton. Igazán nagy számban augusztustól volt a gépből, addigra 565 légigyőzelmet értek el velük. A háború végén, novemberben 776 darab D.VII volt csapatszolgálatban.

## A háború után

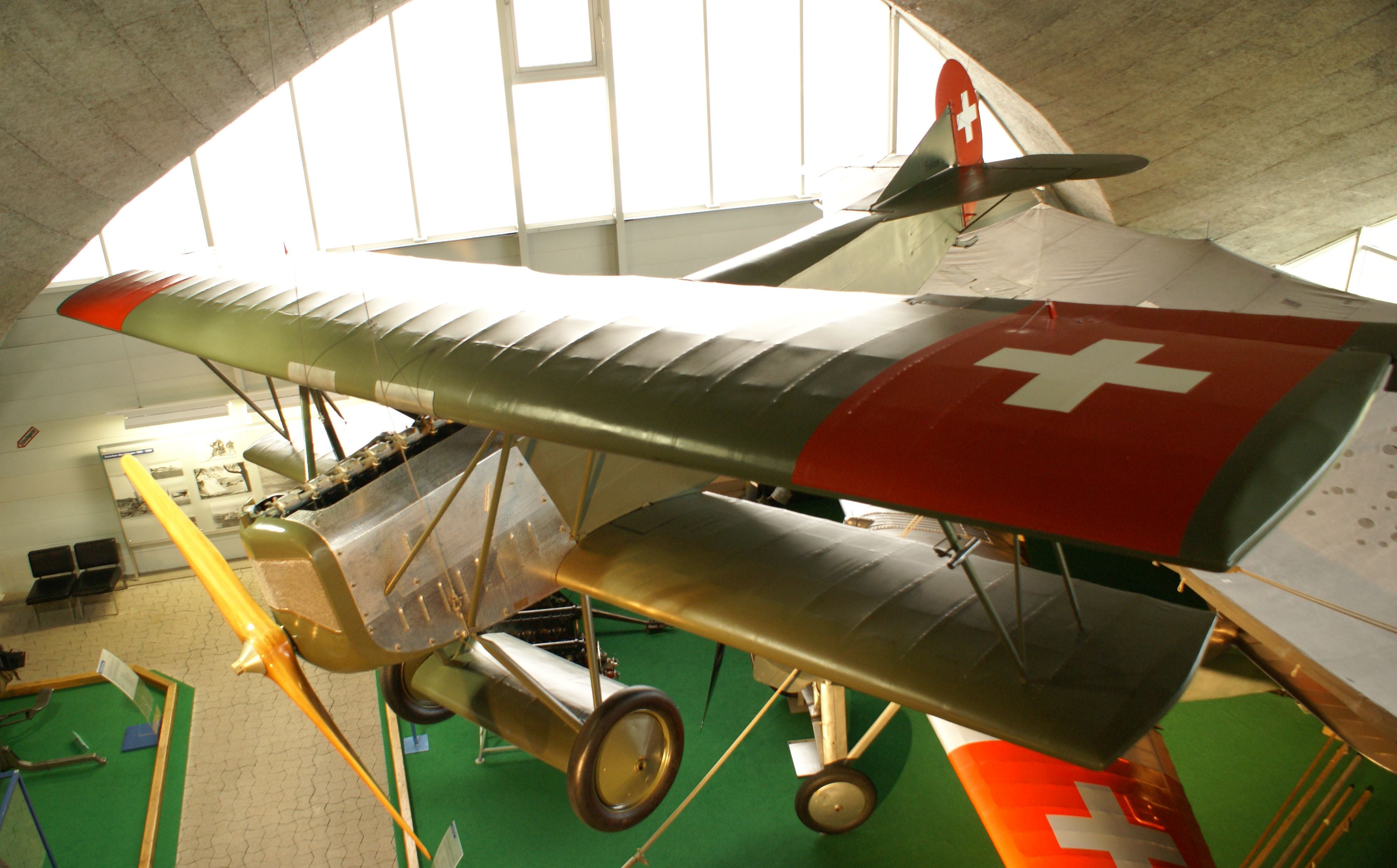
Egy megmaradt D.VII svájci felségjelzéssel

A szövetségesek nagy számú D.VII-est foglaltak le a fegyverletétel után. Az Egyesült Államok 142 példányhoz jutott hozzá, melyeket repülési teszteknek vetettek alá. Franciaország, Anglia és Kanada is nagy számban kapott a háborús zsákmányból.
Más országok is üzemeltették a D.VII-t. A lengyelek nagyjából 50 gépet használtak a lengyel-szovjet háborúban, főleg földi célokat támadó bevetéseken. A Magyarországi Tanácsköztársaság egyaránt használta a MÁG és német eredetű gépeket is az 1919-es magyar-román háború idején.
A holland, svájci és belgiumi légierők is üzemeltették a D.VII-t. A gép annyira népszerűnek bizonyult a fegyverletétel után is, hogy a Fokker cég nagy számban csempészett D.VII gépvázakat Hollandiába. Az Alfred Comte nevű cég, licenc alapján még 1929-ben is gyártott belőle nyolc teljesen új példányt a svájci légierő számára.

## Megmaradt példányok és reprodukciók

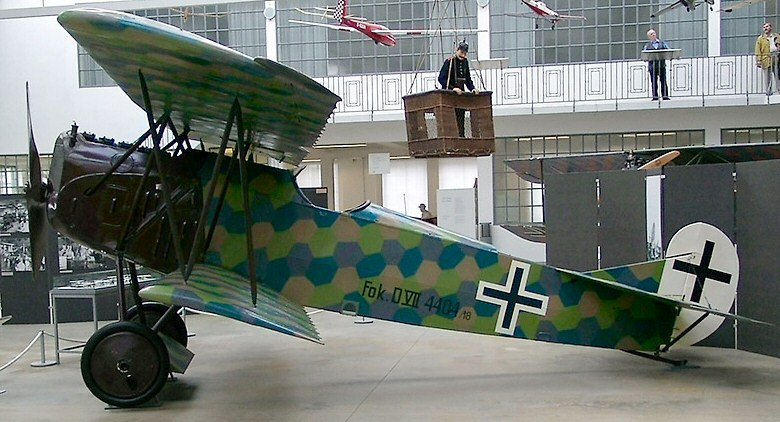
Fokker D.VII példány a Deutsches Museumban

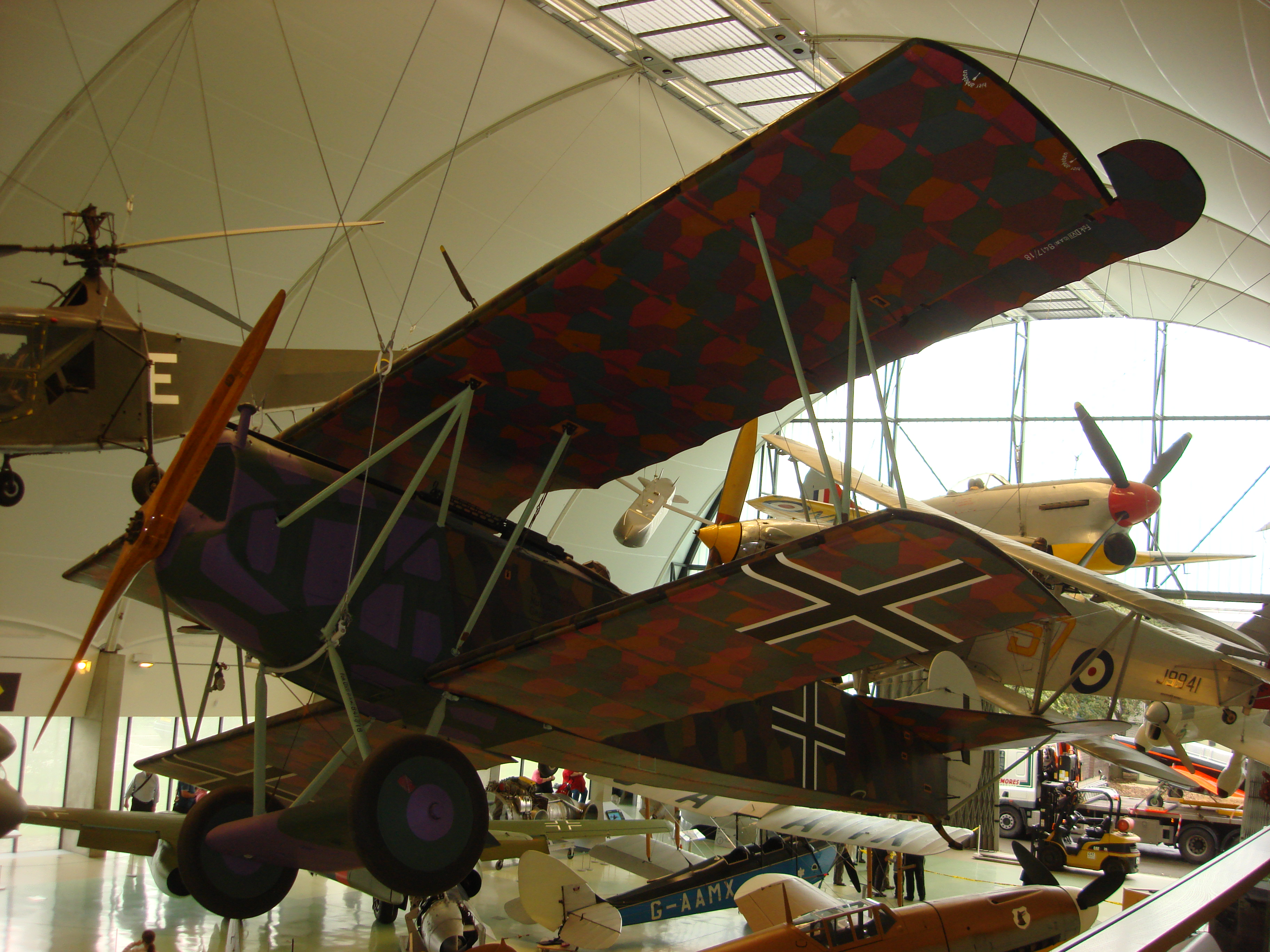
Kiállított Fokker D.VII a Királyi Légierő múzeumában

A szövetségesek által a fegyverletétel után nagy számban szerzett D.VII-es gépek közül néhány túlélte a megpróbáltatásokat. Az egyik ilyen gép 1918-ban véletlenül egy kis amerikai repülőtéren szállt le Verdun mellett, Franciaországban. A gépet 1920-ban elajándékozták a Smithsonian Intézet számára, jelenleg a washingtoni Nemzeti Légügyi és Űrkutatási Múzeumban van kiállítva. Két másik amerikai hadizsákmány magántulajdonban maradt, melyeket 1971-ben és 1981-ben adtak el. Ezek s példányok jelenleg a Kanadai Légügyi Múzeumban, Ottawában, Ontario államban, és a Militaire Luchtvaart Museum Soesterbergben, Hollandiában vannak kiállítva. Az utóbbi gép fiktív Holland Királyi Légierő felségjelzéssel van kiállítva.
A korábbi Marine Luchtvaartdienst D.VII-es gépét egy német pajtában, 1948-ban találták meg. A gép jelenleg a Deutsches Museumban van kiállítva Münchenben.
Kanada és Franciaország is hozzájutott néhány D.VII repülőgéphez. Mint egykori hadizsákmány, az egyik gép jelenleg a Brome County Historical Society-nél van kiállítva, a quebeci Knowlton külvárosában. Ez a nem restaurált, Albatros által gyártott példány az egyetlen túlélő D.VII-es, melyen az eredeti vásznazás van. Más példányok az angliai Hendon Angol Királyi Légierő Múzeumában, és a párizsi Francia Légügyi és Űrkutatási Múzeumban vannak kiállítva.
Több D.VII reprodukció készült az évek során. Néhány ezek közül soros, hat hengeres Ranger motorral van felszerelve. Néhány kiállított vagy repülőképes gép eredeti Mercedes D.IIIa motorral van felszerelve.

## Változatok
- V 11 : Prototípus
- V 21 : Keskeny szárnyú prototípus
- V 22 : Négyágú légcsavarral felszerelt prototípus
- V 24 : 179 kW (240 hp) Benz Bz.IVü motorral felszerelt prototípus
- V 31 : az egyetlen D.VII melyet a V 30 vitorlázó repülőgép vontatására alakítottak ki
- V 34 : D.VII fejlesztés 138 kW (185 hp) BMW IIIa motorral
- V 35 : Kétüléses változat 138 kW (185 hp) BMW IIIa motorral és pót üzemanyag tartállyal
- V 36 : D.VII fejlesztés 138 kW (185 hp) BMW IIIa motorral és pót üzemanyag tartállyal
- V 38 : Prototípus Fokker C.I

## Felhasználók

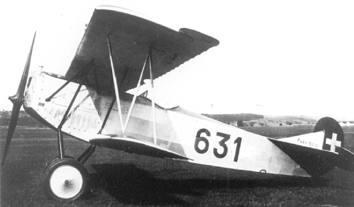
Zsákmányolt Fokker D.VII svájci felségjelzéssel

- Belgium (a háború után)
- Bulgária
- Csehszlovákia (a háború után)
- Dánia (a háború után)
- Finnország (a háború után)
- Németország
- Magyarország (a háború után)
- Hollandia  (a háború után)
- Litvánia a háború után)
- Lengyelország (a háború után)
- Románia (a háború után)
- Szovjetunió  (a háború után)
- Svédország (a háború után)
- Svájc
- Amerikai Egyesült Államok (a háború után)

## Lásd még
- Pfalz D XII

## Fordítás
- Ez a szócikk részben vagy egészben  a   Fokker D.VII című angol Wikipédia-szócikk fordításán alapul.  Az eredeti cikk szerkesztőit annak laptörténete sorolja fel. Ez a jelzés csupán a megfogalmazás eredetét és a szerzői jogokat jelzi, nem szolgál a cikkben szereplő információk forrásmegjelöléseként.